# Cherrueix
Cherrueix (bret. Kerruer) – miejscowość i gmina we Francji, w regionie Bretania, w departamencie Ille-et-Vilaine.
Według danych na rok 1990 gminę zamieszkiwały 983 osoby, a gęstość zaludnienia wynosiła 77 osób/km² (wśród 1269 gmin Bretanii Cherrueix plasuje się na 586. miejscu pod względem liczby ludności, natomiast pod względem powierzchni na miejscu 734.).